# Nhập cư vào Úc

Những người sinh ra ở nước ngoài như là một tỷ lệ phần trăm dân số ở Úc chia theo địa lý theo khu vực thống kê, theo điều tra dân số năm 2011.

Biểu đồ cho thấy sự gia tăng đáng kinh ngạc, và đỉnh điểm vào khoảng 1982, 1988 và 2009.

Con người bắt đầu xuất hiện tại Úc khi tổ tiên của thổ dân Úc đến lục địa thông qua các đảo thuộc vùng biển Đông Nam Á và New Guineacách đây khoảng 50.000 năm.
Những người châu Âu bắt đầu định cư lâu dài ở đây từ năm 1788 với việc Anh thành lập một thuộc địa lưu đày tại New South Wales. Năm 1901, Úc ban hành chính sách Úc trắng, cấm lối vào Úc của những người có nguồn gốc dân tộc ngoài châu Âu. Chính sách này bị bãi bỏ sau Thế chiến II.
Kể từ năm 1945, hơn 7 triệu người đã định cư ở Úc. Từ cuối những năm 1970, đã có sự gia tăng đáng kể người nhập cư từ các nước châu Á và ngoài châu Âu, biến Úc thành một quốc gia đa văn hóa.